# Tour de Corse 1981
Il Tour de Corse 1981, valevole come Rally di Francia 1981, è stata la 5ª tappa del mondiale rally 1981. Il rally è stato disputato dal 30 aprile a 1º maggio in Corsica.
Il francese Bernard Darniche si aggiudica la manifestazione distaccando sul podio finale Guy Fréquelin e Tony Pond.

## Dati della prova
| Denominazione ufficiale             | Tour de Corse - Rallye de France                 |
| Tappa N°                            | 5 di 12                                          |
| Edizione N°                         | 25                                               |
| Data manifestazione                 | da venerdì 30/04/1981 a sabato 01/04/1981        |
| Regione ospitante                   | Corsica                                          |
| Superficie                          | Asfalto                                          |
| Piloti iscritti                     | 126                                              |
| Partiti                             | 120                                              |
| Arrivati                            | 42 (35,0%)                                       |
| Prove                               | 24                                               |
| La più breve                        | 9,70 km (PS1 Verghia - Coti Chiavari)            |
| La più lunga                        | 83,80 km (PS11 Muracciole - Point Saint Laurent) |
| Velocità media minore               | 71,90 km/h (PS12 Ponte Rosso - Borgo)            |
| Velocità media maggiore             | 94,05 km/h (PS16 Calvi - Fango)                  |
| Lunghezza complessiva tappe         | 1.144,60 km (70,9% della distanza totale)        |
| Lunghezza complessiva trasferimento | 469,00 km                                        |
| Distanza totale                     | 1.613,60 km                                      |

## Risultati

### Classifica
| Classifica generale | Classifica generale  | Classifica generale | Classifica generale  | Classifica generale | Classifica generale | Classifica generale | Classifica generale |
| Pos                 | Pilota               | Co-pilota           | Auto                 | Tempo               | Distacco            | Punti               |                     |
| ------------------- | -------------------- | ------------------- | -------------------- | ------------------- | ------------------- | ------------------- | ------------------- |
| 1°                  | Bernard Darniche     | Alain Mahé          | Lancia Stratos HF    | 14: 26: 23.0        | 0.0                 | 20                  |                     |
| 2°                  | Guy Fréquelin        | Jean Todt           | Talbot Sunbeam Lotus | 14: 42: 25.0        | + 16: 02.0          | 15                  |                     |
| 3°                  | Tony Pond            | Ian Grindrod        | Datsun Violet GT     | 14: 45: 29.0        | + 19: 06.0          | 12                  |                     |
| 4°                  | Jean-Pierre Ballet   | Sui Guinchard       | Porsche 911 SC       | 15: 17: 09.0        | + 50: 46.0          | 10                  |                     |
| 5°                  | Terry Kaby           | Rob Arthur          | Datsun 160J          | 15: 22: 06.0        | + 55: 43.0          | 8                   |                     |
| 6°                  | Per Eklund           | Jan-Olof Bohlin     | Toyota Celica 2000GT | 15: 43: 33.0        | + 1: 17: 10.0       | 6                   |                     |
| 7°                  | Jean-Michel Tichadou | Jean-Paul Pandolfi  | Ford Escort RS1800   | 15: 45: 51.0        | + 1: 19: 28.0       | 4                   |                     |
| 8°                  | Gérard Swaton        | Bernard Cordesse    | Porsche 911 SC       | 15: 46: 49.0        | + 1: 20: 06.0       | 3                   |                     |
| 9°                  | Camille Bartoli      | Gilbert Poletti     | Renault 5 Turbo      | 15: 54: 34.0        | + 1: 28: 11.0       | 2                   |                     |
| 10°                 | Jean-Félix Farrucci  | Albert Gori         | Opel Ascona          | 15: 59: 40.0        | + 1: 33: 17.0       | 1                   |                     |

### Prove speciali
| Giorno                 | Prova | Nome                              | Lunghezza | Vincitore                         | Tempo       | V. media   | Leader del rally    |
| ---------------------- | ----- | --------------------------------- | --------- | --------------------------------- | ----------- | ---------- | ------------------- |
| Frazione 1 (30 aprile) | PS1   | Verghia - Coti Chiavari           | 9,70 km   | Jean-Claude Andruet               | 7: 02.0     | 82.75 km/h | Jean-Claude Andruet |
| Frazione 1 (30 aprile) | PS2   | Acqua Doria - Bicchisano          | 68,90 km  | Jean-Claude Andruet               | 48: 01.0    | 86.10 km/h | Jean-Claude Andruet |
| Frazione 1 (30 aprile) | PS3   | Argiusta - Forciolo               | 13,70 km  | Jean-Claude Andruet               | 10: 29.0    | 78.41 km/h | Jean-Claude Andruet |
| Frazione 1 (30 aprile) | PS4   | Meubles de Ferme - Maison Colonna | 39,40 km  | Jean-Claude Andruet               | 29: 33.0    | 80.00 km/h | Jean-Claude Andruet |
| Frazione 1 (30 aprile) | PS5   | Liamone - Suaricchio              | 83,70 km  | Jean-Claude Andruet               | 1: 05: 09.0 | 77.08 km/h | Jean-Claude Andruet |
| Frazione 1 (30 aprile) | PS6   | Santa Maria - Ciamanace           | 44,60 km  | Jean-Luc Thérier                  | 32: 49.0    | 81.54 km/h | Bernard Darniche    |
| Frazione 1 (30 aprile) | PS7   | Palneca - Abazzia                 | 71,10 km  | Bernard Darniche                  | 52: 23.0    | 81.44 km/h | Bernard Darniche    |
| Frazione 1 (30 aprile) | PS8   | Kamiesh - Zonza 1                 | 38,30 km  | Jean-Luc Thérier                  | 26: 21.0    | 87.21 km/h | Bernard Darniche    |
| Frazione 1 (30 aprile) | PS9   | Aullene - Ghisoni                 | 63,40 km  | Jean-Luc Thérier                  | 46: 28.0    | 81.87 km/h | Jean-Luc Thérier    |
| Frazione 1 (30 aprile) | PS10  | Ghisoni - Vivario                 | 16,90 km  | Jean-Luc Thérier Bernard Darniche | 12: 41.0    | 79.95 km/h | Jean-Luc Thérier    |
| Frazione 1 (30 aprile) | PS11  | Muracciole - Point Saint Laurent  | 83,80 km  | Bernard Darniche                  | 1: 00: 18.0 | 83.38 km/h | Bernard Darniche    |
| Frazione 1 (30 aprile) | PS12  | Ponte Rosso - Borgo               | 42,60 km  | Tony Pond                         | 35: 33.0    | 71.90 km/h | Bernard Darniche    |
|                        |       |                                   |           |                                   |             |            | Bernard Darniche    |
| Frazione 2 (1º maggio) | PS13  | Barchetta - Ponte Nuovo           | 80,10 km  | Jean Ragnotti                     | 1: 00: 29.0 | 79.46 km/h | Bernard Darniche    |
| Frazione 2 (1º maggio) | PS14  | Moltifao - Ile Rousse             | 56,90 km  | Jean Ragnotti                     | 38: 26.0    | 88.83 km/h | Bernard Darniche    |
| Frazione 2 (1º maggio) | PS15  | Corbara - Monte Grosso            | 13,90 km  | Jean Ragnotti                     | 9: 02.0     | 92.32 km/h | Bernard Darniche    |
| Frazione 2 (1º maggio) | PS16  | Calvi - Fango                     | 32,50 km  | Jean Ragnotti                     | 20: 44.0    | 94.05 km/h | Bernard Darniche    |
| Frazione 2 (1º maggio) | PS17  | Fango - Visa                      | 66,00 km  | Guy Fréquelin                     | 50: 01.0    | 79.17 km/h | Bernard Darniche    |
| Frazione 2 (1º maggio) | PS18  | St Roch - Pont d'Azzana           | 55,20 km  | Guy Fréquelin                     | 44: 14.0    | 74.88 km/h | Bernard Darniche    |
| Frazione 2 (1º maggio) | PS19  | Pont d'Azzana - Suaricchio        | 21,80 km  | Bernard Darniche                  | 17: 06.0    | 76.49 km/h | Bernard Darniche    |
| Frazione 2 (1º maggio) | PS20  | Santa Maria - Ciamanace           | 44,60 km  | Guy Fréquelin                     | 34: 02.0    | 78.63 km/h | Bernard Darniche    |
| Frazione 2 (1º maggio) | PS21  | Cozzano - Ghisoni                 | 33,10 km  | Guy Fréquelin                     | 26: 00.0    | 76.38 km/h | Bernard Darniche    |
| Frazione 2 (1º maggio) | PS22  | Kamiesh - Zonza 2                 | 38,30 km  | Guy Fréquelin                     | 27: 46.0    | 82.76 km/h | Bernard Darniche    |
| Frazione 2 (1º maggio) | PS23  | Quenza - Santa Giulia             | 82,90 km  | Guy Fréquelin                     | 57: 42.0    | 86.20 km/h | Bernard Darniche    |
| Frazione 2 (1º maggio) | PS24  | Quenza - Santa Giulia             | 43,20 km  | Per Eklund                        | 30: 28.0    | 85.08 km/h | Bernard Darniche    |